# TOKIWAブリッジ
TOKIWAブリッジ（トキワブリッジ、旧称：JFE商事ビル）は、東京都千代田区大手町二丁目に存在したオフィスビルである。

## 歴史
元は日立製作所常盤橋別館があった土地を三菱地所が譲り受け、1970年5月12日に日本ビルヂング別館として着工。1972年2月2日に竣工した。
常盤橋街区の再開発事業「TOKYO TORCH」により本ビルは閉館し、2024年（令和6年）12月30日から解体工事が始まった。跡地は常盤橋公園の拡張に充てられる。

## 入居企業等
JFE商事（旧 川鉄商事）が本社を置いていたが、2012年11月に大手町フィナンシャルシティノースタワーに移転した。その跡に、以前から本ビルに入居していたJFE商事エレクトロニクス、JFE商事ビジネスサポート、JFE商事サービス、ケー・アンド・アイ特殊管販売のほか、東京都内に点在していたグループ企業が2013年1月から2月にかけて順次本ビルに移転したが、後述の再開発に伴い2021年10月より順次新大手町ビルなどに移転した。

### 2013年当時の入居企業等
- JFE商事エレクトロニクス
- JFE商事ビジネスサポート
- JFE商事サービス
- ケー・アンド・アイ特殊管販売
- 川商フーズ
- JFE商事鉄鋼建材
- JFE商事鋼管管材
- JFE商事薄板建材
- JFE商事資機材販売
- JFE商事線材販売
- JFE商事テールワン
- JFE商事マテック
- トーセン

### 2022年当時の入居企業等
- JFE商事電磁鋼板
- JFE商事ビジネスサポート
- JFEテクノリサーチ
- 東洋金属
- 三菱地所ホテルズ&リゾーツ（旧：ロイヤルパークホテルズアンドリゾーツ）
- いしかわ移住UIターン相談東京センター（ILAC東京）
- MICIN
- キャストグローバル
- イーテクノロジー
- 札幌UIターン就職センター
- SoftRoid

## 建築
西側の江戸通り、南側の区道104号線、北東側地下の首都高速八重洲線に囲まれた土地の制約から、両端がすぼまった北西-南東に細長い六角形の断面を持つ。